# Hélène Jégado
Hélène Jégado (Plouhinec, 1803 – Rennes, 26 febbraio 1852) è stata una serial killer francese alla quale si attribuiscono decine omicidi e altri tentati assassinii per avvelenamento con l'arsenico Gli avvenimenti relativi al processo di Hélène Jégado non ebbero presso l'opinione pubblica francese, nonostante il numero di omicidi e le oscure cause che li determinarono, la stessa risonanza di altri celebri casi di uccisioni per avvelenamento poiché in quello stesso periodo la Francia era scossa dagli avvenimenti politici che portarono alla fine della Seconda Repubblica con il colpo di stato e la proclamazione nel 1852 di Napoleone III ad imperatore dei francesi. Solo nel 1865 il caso fu riproposto al pubblico con l'opera di Armand Fouquier.

## Biografia
Rimasta orfana della madre all'età di sette anni Hélène viene mandata a lavorare presso due zie, domestiche nella canonica di Bubry. Qui la bambina impara il mestiere di cuoca e dopo 17 anni trova lavoro presso un altro curato nella città di Séglien. Nel 1833 si trasferisce in casa di un sacerdote, François Le Drogo, nel vicino villaggio di Guern. Nel giro di tre mesi, tra il 28 giugno e il 3 ottobre, muoiono improvvisamente, dopo aver presentato gli stessi sintomi di spasmi e vomito, sette membri della famiglia Le Drogo compresi il sacerdote, la sua anziana madre, il padre e la stessa sorella di Hélène, Anne Jégado, che si trovava là in visita. L'epidemia di colera del 1832 fa attribuire a cause naturali quelle morti e del resto il comportamento irreprensibile di Hélène e il suo manifesto dolore per la morte dei padroni e della sorella la mettono al riparo di ogni sospetto. 
La giovane torna a lavorare come cuoca a Bubry nella casa del curato Lohoro dove in tre mesi muoiono con gli stessi sintomi di probabile avvelenamento tre persone tra le quali una zia di Hélène. La cuoca decide di trasferirsi a Locminé presso una vedova, Marie-Jeanne Leboucher, che poco dopo muore assieme alla figlia mentre il figlio si salva perché ha rifiutato l'assistenza di Hélène. Nella stessa città muore la vedova Lorey che aveva offerto alloggio a Hélène che, assunta successivamente nel maggio 1835 da Madame Toussaint aggiunge altri quattro morti al suo elenco. Licenziata ancora una volta Hélène trova lavoro presso il convento di Auray da dove viene cacciata per furto. Da questo momento il girovagare di Hélène viene contrassegnato, con l'eccezione di Anne Lefur, che caduta ammalata si salva perché la cuoca lascia la casa, da una sequela di morti: Anne Lecorvec, madame Hetel, il quattordicenne Émile Jouanno, monsieur Kérallic che muore nel 1836. Il 1839 segna altre tre morti nella casa di madame Veron. A Lorient nel 1841 la famiglia Depuy de Lôme si ammala al completo dopo un banchetto preparato da Hélène ma alla fine muore solo il bambino di due anni.
Non vi è alcuna traccia di morti sospette dalla fine del 1841 al 1849, ma un certo numero dei datori di lavoro in seguito dirà di aver sorpreso Hélène a rubare più volte. Nel giro dei precedenti otto anni si contano comunque 25 morti sospette.
La carriera di dispensatrice di morte prende una nuova svolta nel 1849, quando la donna si trasferisce a Rennes dove prende servizio nella casa dei Rabot che viene funestata dalla morte del giovane figlio Albert. Nel 1850 nella casa degli Ozanne un bambino muore con i sintomi di avvelenamento e nello stesso anno muore Petrina Macé, compagna di lavoro di Hélène nella locanda Bout du Monde.
Nel 1851 il medico Pinault aveva tentato invano di salvare la domestica Rose Tessier che lavorava assieme a Hélène nella casa dei Bidard dove il dottore era dovuto nuovamente intervenire per soccorrere un'altra domestica, Rosalie Sarrazin, che morirà con gli stessi sintomi della prima. Pinault, con il suo collega Baudoin, è sicuro che si tratti di avvelenamento e denuncia i fatti al procuratore generale di Rennes. Quando un giudice istruttore si reca a casa dei Bidard per indagare sulle morti sospette, Hélène, senza che nessuno l'accusi, proclama la sua innocenza. Cadono così gli ultimi dubbi e la cuoca viene arrestata il 1 luglio 1851.
Il processo iniziato il 6 dicembre 1851 vede Hélène accusata, a causa di prescrizioni intervenute e della mancanza di prove certe, soltanto di tre omicidi, di tre tentati omicidi e di 11 furti. Durante il processo Hélène alterna stati di apatia a esplosioni d'ira contro i suoi accusatori dichiarando di non sapere neppure cosa sia l'arsenico che invece viene trovato in dosi mortali nei corpi riesumati delle vittime.
L'avvocato della difesa, Magloire Dorange nella sua arringa finale chiede che all'imputata sia concesso tempo per pentirsi e che le sia risparmiata la condanna a morte poiché è già destinata a ben presto morire per un cancro.
Hélène Jégado viene condannata a morte tramite ghigliottina e giustiziata nel Champ-de-Mars a Rennes il 26 febbraio 1852.